# Segatura (lavorazione meccanica)

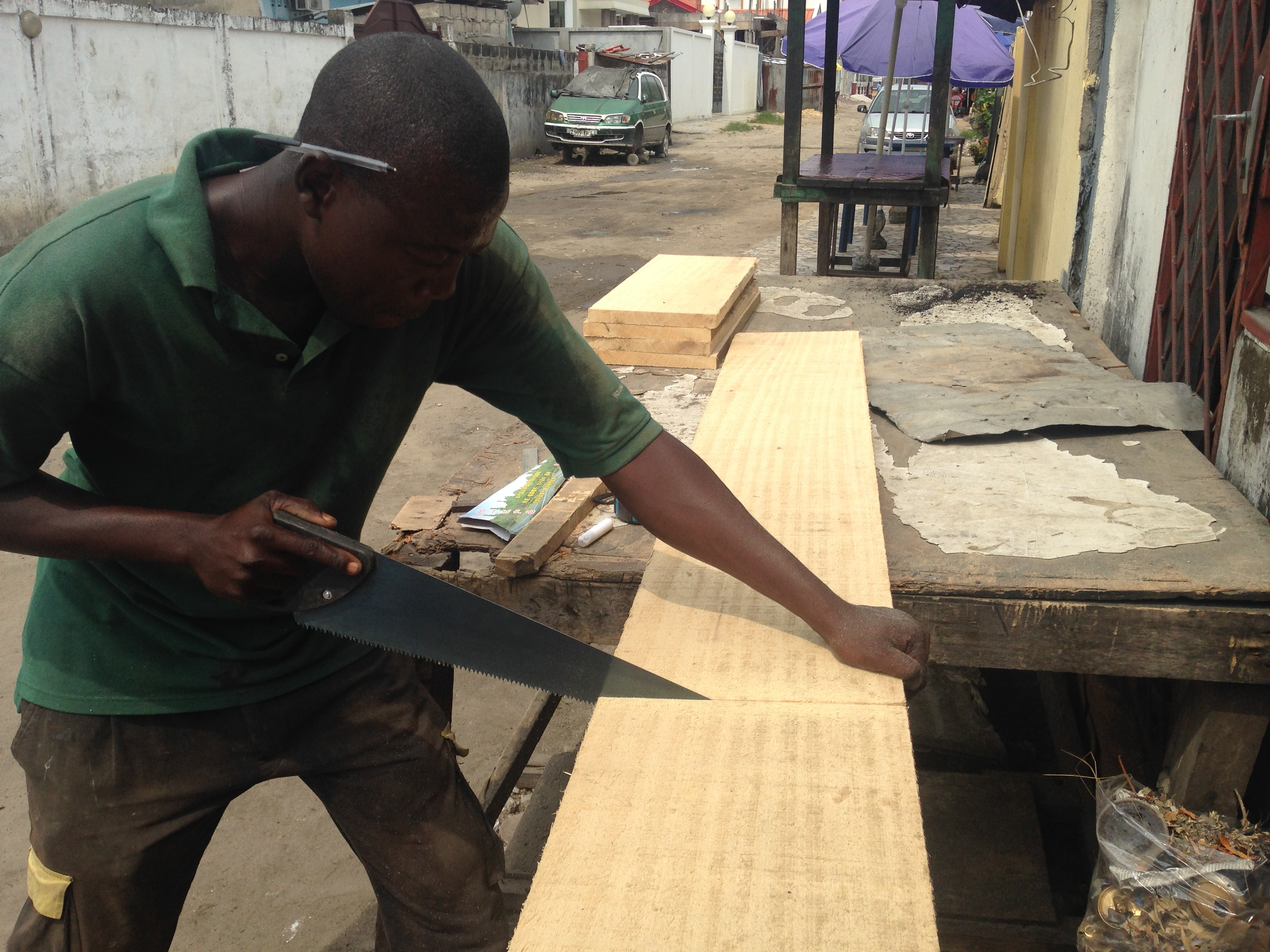
Segatura con sega su legno

La segatura è una lavorazione meccanica, usata prevalentemente in ambito metalmeccanico o in falegnameria, per ricavare un pezzo tramite il taglio. Si esegue a mano con il seghetto e la sega, oppure a macchina con la segatrice. Si opera su metallo, legno, plastica e altri materiali in forma di barre, lastre, lamiere, blocchi, legnami.
A differenza del taglio operato con utensili quali le cesoie o le forbici la segatura avviene per asportazione di parte del materiale sotto forma di truciolo, che prende anch'esso il nome di segatura.

## Segatura del metallo
Si esegue quando la parte da tagliare è troppo spessa o dura per affrontarla con le cesoie. Importante è l'uso di lubrificante adatto al materiale e alle dimensioni della lama, per esempio olio da taglio o lubrorefrigerante, sia per agevolare il lavoro dei denti sia per asportare il calore generato dagli attriti.

### A mano
È una tipica fase dell'aggiustaggio che si compie con il seghetto dopo aver ben serrato il pezzo nella morsa. La scelta della giusta lama è cruciale e dipende dalla fase di lavorazione, dal materiale e dallo spessore. Conviene segnare il punto d'inizio del taglio sul pezzo, per esempio con una tacca. Il seghetto s'impugna con ambo le mani, una al manico e l'altra all'estremità opposta, e va mosso alternativamente operando al contempo una decisa pressione di circa 4-5 kg verso il pezzo; i metalli non ferrosi richiedono pressioni maggiori. Il taglio però è monodirezionale poiché l'azione dei denti della lama si esplica solo in un senso; durante il movimento di ritorno è buona regola non esercitare pressione. Il seghetto deve tenersi inclinato per tutta la durata dell'operazione, l'angolo dipende dal materiale; inclinazioni troppo piccole portano a tagli deviati, inclinazioni eccessive causano impuntamenti. Nel malaugurato caso in cui il taglio si disallineasse converrà interromperlo, capovolgere il pezzo e riprenderlo dalla banda opposta. Tagli disallineati possono portare alla rottura della lama.
A titolo indicativo la distanza tra i denti della lama dev'essere scelta di circa 2,2 mm per alluminio, piombo, stagno e rame; 1,6 mm per bronzo e ghisa; 1 mm per acciaio dolce e ferro; 0,8 mm per lamiere generiche di modesto spessore. Eccezionalmente il piombo e lo stagno possono segarsi anche con una lama per legno.

### A macchina
Si opera con la segatrice che può essere alternativa a lama, circolare a disco, a nastro o a catena.

#### Seghe alternative
Le lame per macchina alternativa(prettamente usate per il taglio di metalli) somigliano a quelle dei seghetti a mano, però hanno minore densità di denti per unità di lunghezza e maggiore spessore. La pressione di taglio è data dal peso della macchina stessa oppure dall'azione dal braccio dell'operatore, in alcuni casi anche da un sistema a vite. La lama alternativa può essere parallela oppure inclinata rispetto alla direzione di taglio.

#### Seghe a nastro
Le macchine alternative sono state ormai soppiantate da macchine che utilizzano nastri sega Bi-metallici di diverse qualità (M42, M51, X3000), formati (tramite un processo di saldatura particolare) dall'unione di due nastri di metallo diverso; uno con notevole durezza, circa 58HRC, che forma il dente della sega, e uno con particolari doti di flessibilità che forma il corpo stesso della lama. I denti della lama vengono creati tramite dei Creatori, utensili da taglio che formano il dente della lama. Esistono lame con denti in Carburo di Tungsteno (Comunemente chiamato "Metallo Duro"), le quali trovano grande impiego nel taglio di alluminio, materiali duri e abrasivi.

Il taglio tramite Nastro ha portato notevoli vantaggi, notevole diminuzione di tempo impiegato per un taglio, minore scarto dovuto ad un minore spessore del nastro rispetto alle lame alternative e a disco, migliore finitura della superficie.
Esistono Macchine di diversa tipologia per diverse destinazioni di utilizzo, e si dividono principalmente in due categorie, segatrici ad arco verticale(esempio) e segatrici ad arco orizzontale.
La tecnologia sviluppata sulle lame a nastro ha consentito di poter sviluppare macchine per il taglio dei materiali più disparati, quali vetro, marmo e graniti, cristalli di silicio e pneumatici
La scelta della lama e della velocità di taglio sono funzione del materiale e del suo spessore e si ottengono da tabelle fornite dai produttori delle lame ma soprattutto dall'esperienza dell'operatore. La lubrificazione avviene di solito con lubrorefrigerante o con olio integrale da taglio spruzzato sul dente della lama

#### Seghe a disco
Le lame a disco producono tagli più netti e precisi poiché l'utensile è più largo, asporta più materiale e non ha vibrazioni durante l'operazione. La scelta della lama e della velocità di taglio sono funzione del materiale e del suo spessore e si ottengono da tabelle fornite dai produttori delle lame ma soprattutto dall'esperienza dell'operatore. La lubrificazione avviene di solito con lubrorefrigerante.

## Segatura del legname
Le seghe a mano per il taglio del legno sono di vario tipo a seconda dell'utilizzo a cui sono destinate.

Nelle seghe a motore troviamo i seghetti alternativi, le seghe a nastro, le seghe a dico e le seghe a catena.

### Seghetti alternativi
La lama della sega, che ha un moto alternativo, negli attrezzi portatili è fissata da un lato solo, mentre in quelli da banco è fissata da ambedue le parti.

### Seghe a nastro
Nelle seghe a nastro per legnami la lama è costituita da un nastro d'acciaio al carbonio dentato. Vengono utilizzate per tagli di notevole spessore nel legno, prevalentemente nelle segherie per la prima lavorazione dei tronchi d'albero e nelle falegnamerie per tagli rilevanti.

### Seghe a disco
La sega circolare utilizza come lama un disco metallico dentato. Può essere portatile o da banco.

### Seghe a catena
La catena dentata viene utilizzata nelle motoseghe per il taglio del legno. È un attrezzo portatile, adatto principalmente al taglio di tronchi.